# Campanulaceae
Las campanuláceas (Campanulaceae) son una familia de angiospermas pertenecientes al orden de las Asterales. Comprende unos 90 géneros y 2200 especies. En su mayoría son hierbas, arbustos, y algunos árboles pequeños, que tienen generalmente un jugo lechoso y tóxico.

## Distribución geográfica
Esta familia es de distribución casi cosmopolita pero  concentrada en el hemisferio norte. Sin embargo en el hemisferio sur, África del Sur es especialmente rica en miembros de esta familia. Estas especies se encuentran ausentes del Sahara, Antártico y el norte de Groenlandia.
La mayoría de las clasificaciones actuales incluyen la familia antes separada Lobeliaceae en Campanulaceae.

## Descripción
Las hojas de estas especies son a menudo alternas, más raramente opuestas. Son también simples y sin estípulas.
Las raíces pueden ser pivotantes, o tubérculos con formas globulares, o existen raíces rizomatosas secundarias.
La forma típica del tallo es erecta, pero también hay formas alfombradas, trepadoras o tupidas. Los tallos pueden ser simples o muy ramificados.
Las flores son bisexuales, campaniformes, consistiendo en un estrecho tubo como corola con pequeños lóbulos que sobresalen. Las flores son a menudo azules. 
Los frutos generalmente son bayas, pero también pueden ser  cápsulas. La cápsula multilocular, con diferentes modos de dehiscencia a través de poros laterales (cápsula poricida). En algunos casos la dehiscencia se produce a través de grietas. Las semillas contienen un albumen carnoso (tejido de reserva = endospermo), mientras que el embrión se considera “recto”; La forma de las semillas puede ser subglobosa, con formas aladas y superficies lisas. En alos casos de una baya (fruto pulposo indehiscente). A menudo los dientes del cáliz rodean el fruto y permanecen (son persistentes) durante la floración.
Tiene las siguientes subfamilias: Campanuloideae - Cyphioideae - Lobelioideae

## Reproducción

### Polinización
La polinización se produce a través de insectos (polinización entomógama con abejas y mariposas, incluidas las nocturnas). En estas plantas existe un mecanismo de "pistón" particular: las anteras forman un tubo en el que se libera el polen y posteriormente es recogido por los pelos del estilo que mientras tanto crece y lleva el polen hacia el exterior.

### Fecundación
La fecundación se produce principalmente a través de la polinización de las flores.

### Dispersión
Las semillas caen al suelo (después de ser transportadas unos metros por el viento, siendo muy pequeñas y ligeras – diseminación anemócora) y posteriormente son dispersadas principalmente por insectos como las hormigas (diseminación mirmecócora).

## Géneros
| - Adenophora - Apetahia - Astrocodon - Asyneuma - Azorina - Berenice - Brighamia - Burmeistera - Campanula - Campanulastrum - Canarina - Centropogon - Clermontia - Codonopsis - Craterocapsa - Cryptocodon - Cyananthus - Cyanea - Cylindrocarpa - Cyphia - Cyphocarpus - Delissea - Diastatea | - Dielsantha - Downingia - Echinocodon - Edraianthus - Feeria - Gadellia - Githopsis - Grammatotheca - Gunillaea - Hanabusaya - Heterochaenia - Heterocodon - Heterotoma - Hippobroma - Homocodon - Howellia - Hypsela - Jasione - Laurentia (sin. Isotoma, Solenopsis) - Legenere - Legousia - Leptocodon | - Lightfootia - Lobelia - Lysipomia - Merciera - Michauxia - Microcodon - Monopsis - Musschia - Namacodon - Nemacladus - Nesocodon - Numaeacampa - Ostrowskia - Palmerella - Parishella - Peracarpa - Petromarula - Physoplexis - Phyteuma - Platycodon - Popoviocodonia - Porterella - Pratia | - Prismatocarpus - Pseudonemacladus - Rhigiophyllum - Roella - Rollandia - Ruthiella - Sclerotheca - Sergia - Siphocampylus - Siphocodon - Symphyandra - Theilera - Trachelium - Treichelia - Trematolobelia - Trimeris - Triodanis - Unigenes - Wahlenbergia - Zeugandra |

## Filogenia

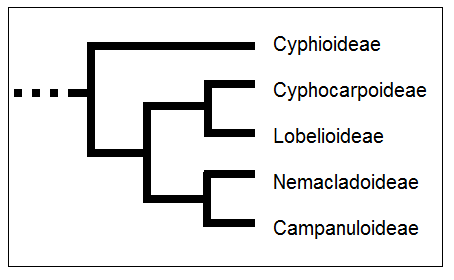
Cladograma de la familia

Existen muchas características para distinguir y agrupar los diferentes géneros de la familia. A continuación se muestran algunos:
- basadas en el fruto que puede ser una baya carnosa e indehiscente o una cápsula;
- basadas en el modo de dehiscencia de la cápsula;
- basadas en el tamaño de la corola;
- basada en la corola dividida casi hasta la base o en corolas tubulares o acampanadas y en todo caso con divisiones cortas;
- basadas en los lóbulos de la corola que pueden ser lacinias estrechas o lóbulos ovales largos, pero siempre más largos que el tubo de la corola;
- basadas en el número de lóbulos (5, 7, 8, 9, 10) de la corola;
- basadas en el ovario que puede ser superior o inferior;
- según la forma de las plantas (por ejemplo, plantas trepadoras, rampantes o decididamente erectas);
- basada en las anteras soldadas o libres.

Estas y otras características determinan la división de la familia en subfamilias, tribus y subtribus. Estas divisiones están sujetas a mucha controversia entre los botánicos: algunas clasificaciones enumeran hasta diez subfamilias, varias docenas de tribus y más de 230 géneros. Actualmente, las subfamilias reconocidas son cinco, descritas a continuación.
Es una opinión común entre muchos botánicos que el grupo Campanulaceae representa un grado floral superior al de las Asteraceae; Esto se debe a la escasez de colores amarillos considerados más primitivos (en Campanulaceae de hecho predomina el color azul) pero también al hecho de que las flores de esta familia son normalmente colgantes para favorecer las visitas de las abejas polinizadoras. Se estima que las dos familias principales tienen entre 60 y 50 millones de años.
Según los últimos estudios filogenéticos, la familia es monofilética, al igual que las dos familias principales: Lobelioideae y Campanuloideae. Desde un punto de vista filogenético, la estructura de la familia Campanulaceae es la siguiente: la subfamilia Cyphocarpoideae es el “grupo hermano” de la subfamilia Lobelioideae, ambas a su vez son el “grupo hermano” de las subfamilias Nemacladoideae y Campanuloideae, mientras que el “grupo basal” está representado por la subfamilia Cyphioideae. Sin embargo, otros estudios más recientes (2010 y 2014) parecen favorecer la agrupación Cyphia+Campanuloideae.
Para las dos subfamilias más grandes, existen varios estudios sobre su estructura interna. En Campanuloideae se han identificado 11 clados principales, mientras que en Lobelioideae se han identificado 8 clados principales.

## Registro fósil
El primer polen conocido de Campanulaceae procede de estratos del Oligoceno. Los primeros macrofósiles de Campanulaceae datados son semillas de †Campanula paleopyramidalis de depósitos del Mioceno de 17-16 millones de años de antigüedad en Nowy Sacz, Cárpatos, Polonia. Es un pariente cercano de la actual Campanula pyramidalis.

## Compuestos químicos
Los miembros de la subfamilia Lobelioideae contienen el alcaloide lobelina. El principal carbohidrato de almacenamiento de las Campanulaceae es la inulina, un fructano que también se encuentra en las Asteraceae, emparentadas.

## Usos e interés económico
Las plantas de la familia Campanulaceae tienen varios usos y pueden ser de interés económico en diferentes aspectos. Algunos de ellos son:
Ornamentales: Muchas especies de Campanulaceae son apreciadas por sus flores ornamentales. Ejemplos incluyen el género Campanula (campanillas o campanas), que es ampliamente cultivado en jardines y paisajismo debido a la belleza de sus flores en forma de campana.
Horticultura: Algunas especies de Campanulaceae son cultivadas como plantas de jardín o de interior debido a su atractivo estético. Varias variedades y cultivares han sido desarrollados para mejorar características como el tamaño de la flor, la duración de la floración y la resistencia a enfermedades. Para este uso los géneros más utilizados son: Campanula, Campanumoea, Edraianthus y Lightfootia.
Medicinales: Algunas plantas de Campanulaceae tienen usos tradicionales en la medicina herbal. Por ejemplo, Campanula rapunculus (rapónchigo) ha sido utilizada históricamente para varios propósitos medicinales, aunque su uso moderno es limitado.
Alimenticios: En ciertas culturas, algunas partes de las plantas de Campanulaceae pueden tener usos alimenticios menores, como en ensaladas o como condimentos.
Las raíces de algunas especies son comestibles: Codonopsis ovata, Phyteuma spicatum, así como por supuesto algunas especies del género Campanula (Rapunzel – Campanula rapunculus). Se pueden comer en ensalada o hervidos. Las especies Adenophora communis y Adenophora verticillata también proporcionan raíces comestibles. Esta última planta todavía se utiliza ampliamente hoy en día en Japón.
Conviene recordar que en Francia en los siglos XVII, XVIII, XIX y en otros lugares se practicaba el cultivo de la especie Campanula rapunculus. Las raíces de esta especie en particular, gracias a su contenido en inulina, tienen un agradable sabor dulce. Se conocen usos comestibles incluso en Arabia, incluso para especies con sabor limitado (Campanula rapunculoides, Campanula pyramidalis y Campanula persicifolia).
Otra especie cuyas hojas tiernas de las rosetas basales se pueden comer en ensalada es Specularia speculum (género ahora llamado Legousia), además de la especie ya mencionada (Rapunzel) y algunas especies del género Phyteuma.
Investigación científica: Algunos géneros de Campanulaceae, como Campanula y Lobelia, son importantes como modelos de estudio en investigación botánica y genética debido a sus características morfológicas y fisiológicas únicas.
En términos de interés económico, las principales áreas de valorización de las Campanulaceae están en la horticultura ornamental y, en menor medida, en la investigación científica. Las especies ornamentales pueden representar un mercado significativo en la industria de la jardinería y el paisajismo, mientras que la investigación científica puede aprovechar su diversidad genética y biológica para estudios especializados.

## Etimología
El nombre de la familia deriva del de una de sus especies del género (Campanula) que a su vez deriva de la forma de campana de la mayoría de sus flores. En particular la palabra deriva del latín y significa pequeña campana. Fue el botánico francés Antoine-Laurent de Jussieu (1748-1836) quien utilizó por primera vez este nombre en la primera clasificación natural de plantas con flores, un trabajo que todavía hoy es la base de varias clasificaciones Genera plantarum (1789).

## Galería

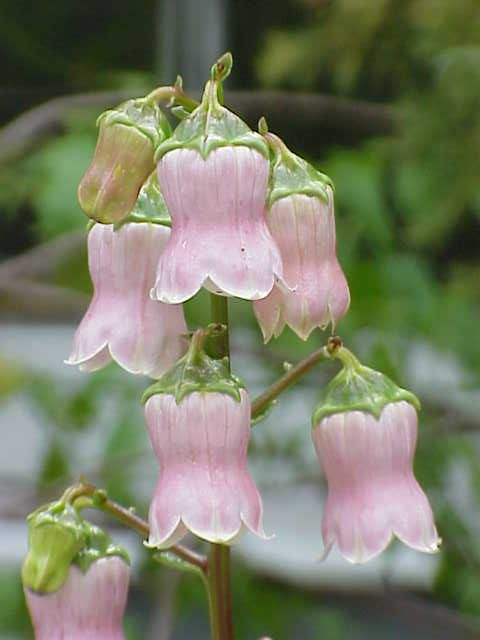
Azorina vidalii
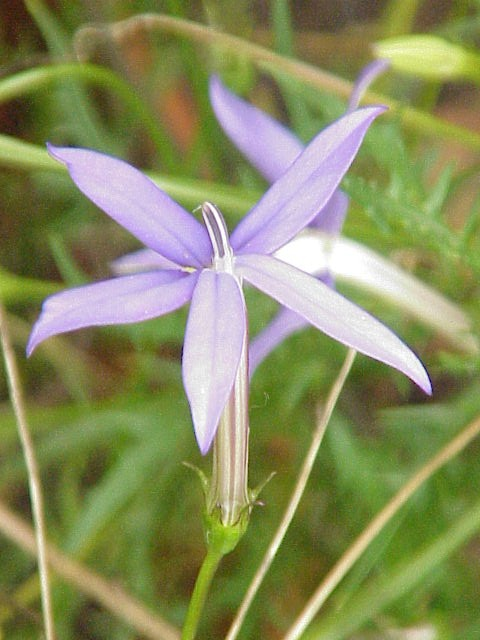
Isotoma axillaris
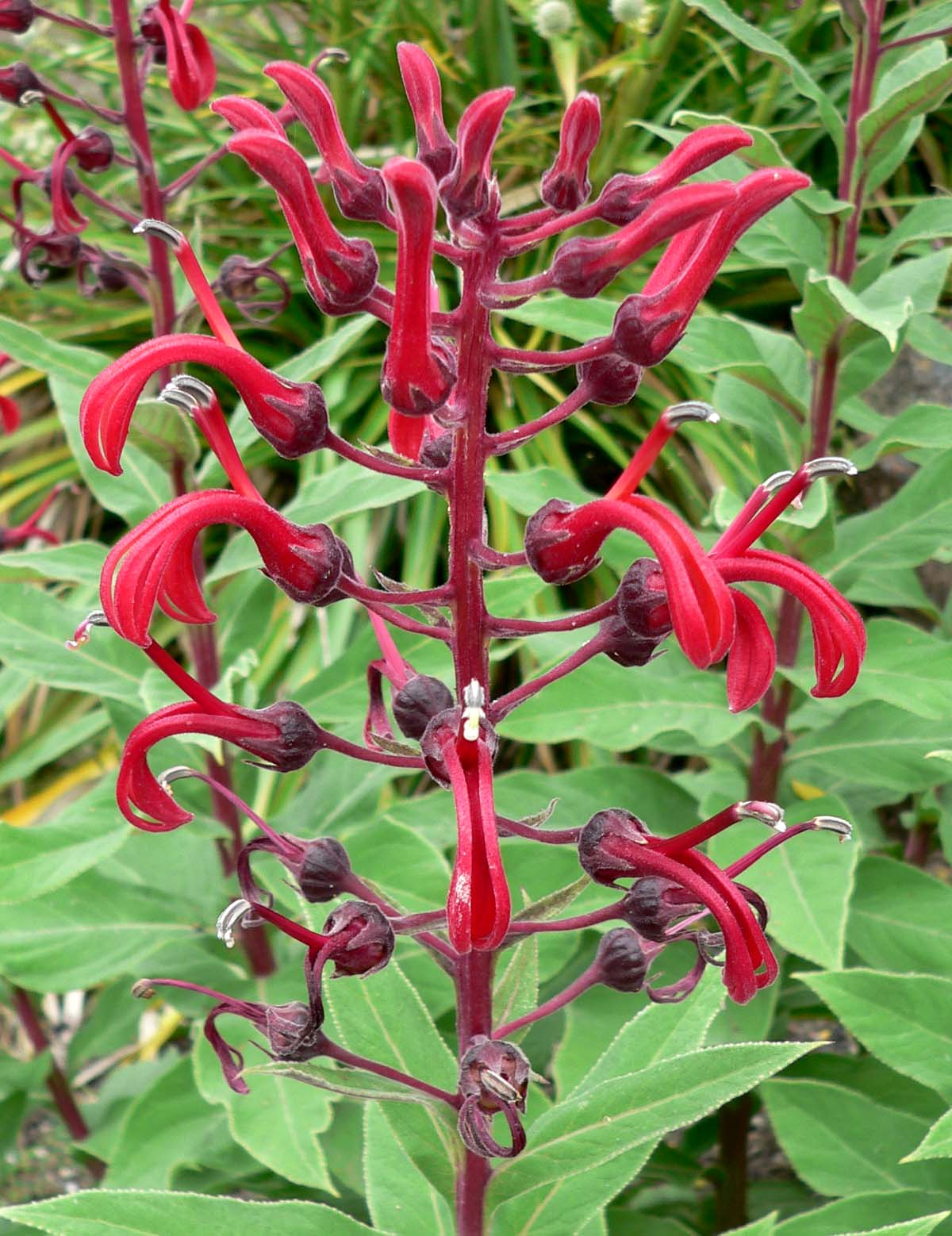
Lobelia tupa
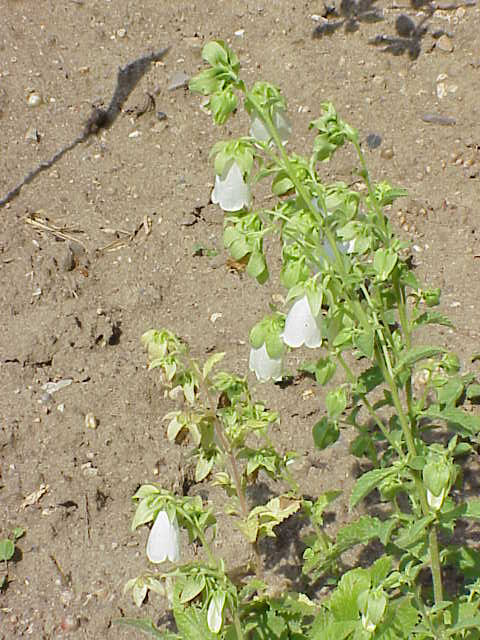
Symphyandra pendula
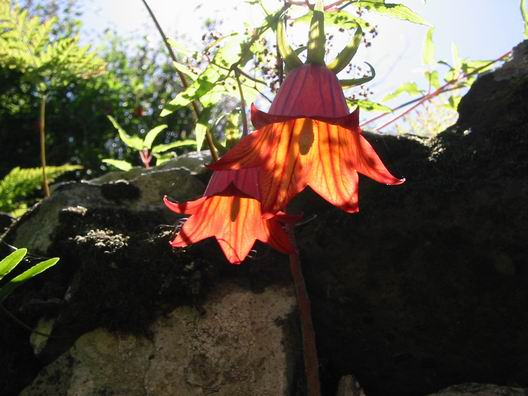
Canarina canariensis